# جغرافیای پرو

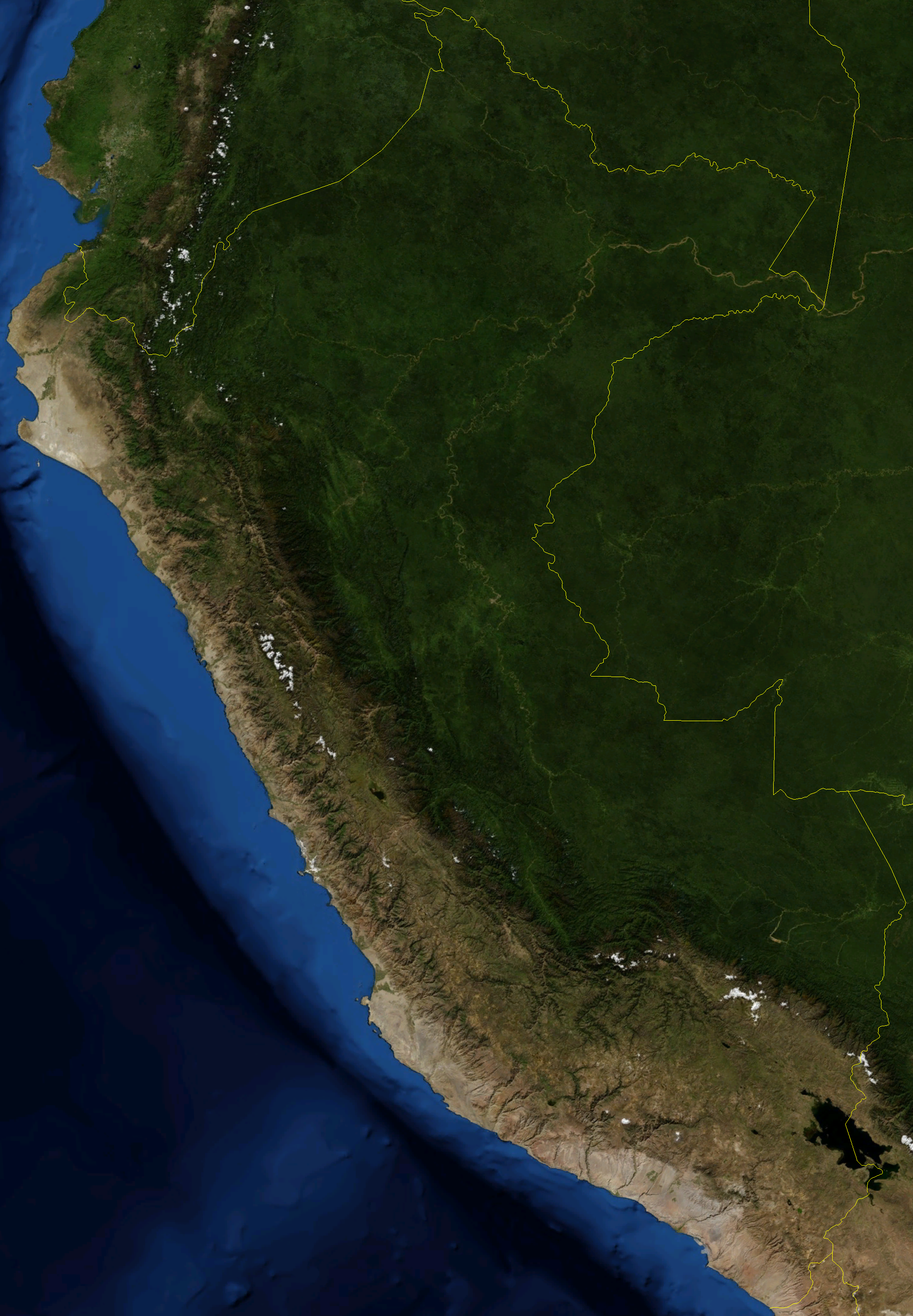
نقشه ماهواره ای پرو

پرو کشوری است که در ساحل غربی آمریکای جنوبی مجاور اقیانوس آرام است که کاملاً در نیمکره جنوبی واقع شده‌است، پرو مرزهای زمینی با اکوادور، کلمبیا، برزیل، بولیوی و شیلی دارد که طولانی‌ترین مرز زمینی آن با برزیل است.
پرو با مساحتی بالغ بر ۱٬۲۸۵٬۲۱۶ کیلومتر مربع (پس از مغولستان) بیستمین کشور جهان از لحاظ وسعت می‌باشد. پرو در غرب قاره آمریکای جنوبی و در کنار اقیانوس آرام واقع شده‌است.
قلمرو پرو با کشورهای اکوادور و کلمبیا از شمال، برزیل و بولیوی از شرق، و بالاخره شیلی و بولیوی از جنوب هم‌مرز است. از سمت غرب در کنار اقیانوس آرام واقع شده‌است. دارای جمعیتی بیش از ۳۲٫۹ میلیون نفر بوده که به زبان اسپانیایی تکلم می‌کنند، و دیگر مردم دوزبانه به زبان‌های کچوآ یا آیمارا و دیگر زبان‌های بومی صحبت می‌کنند.
کوه‌های آند از شمال به جنوب پرو امتداد دارد و این کشور را به سه بخش تقسیم می‌کند: یکی منطقه کوهستانی که دره‌های پرآفتاب و مرتفع و قله‌هایی به ارتفاع بیش از ۶۰۰۰ متر دارد. منطقه دوم منطقه بیابانی باریک و پست‌بوم است بین کوه‌ها و اقیانوس آرام. منطقه سوم در شرق ناحیه کوهستانی قرار دارد و منطقه‌ای پست‌بوم و مرطوب و بسیار گرم. تا دوران اخیر مسافرت با قطار یا خودرو از ناحیه غربی و شرقی رشته کوه آند به هیچ قسمت از ناحیه کوهستانی ممکن نبود. مسافرت از یک منطقه به منطقه دیگر این کشور همواره به‌طور کلی دشوار بود.

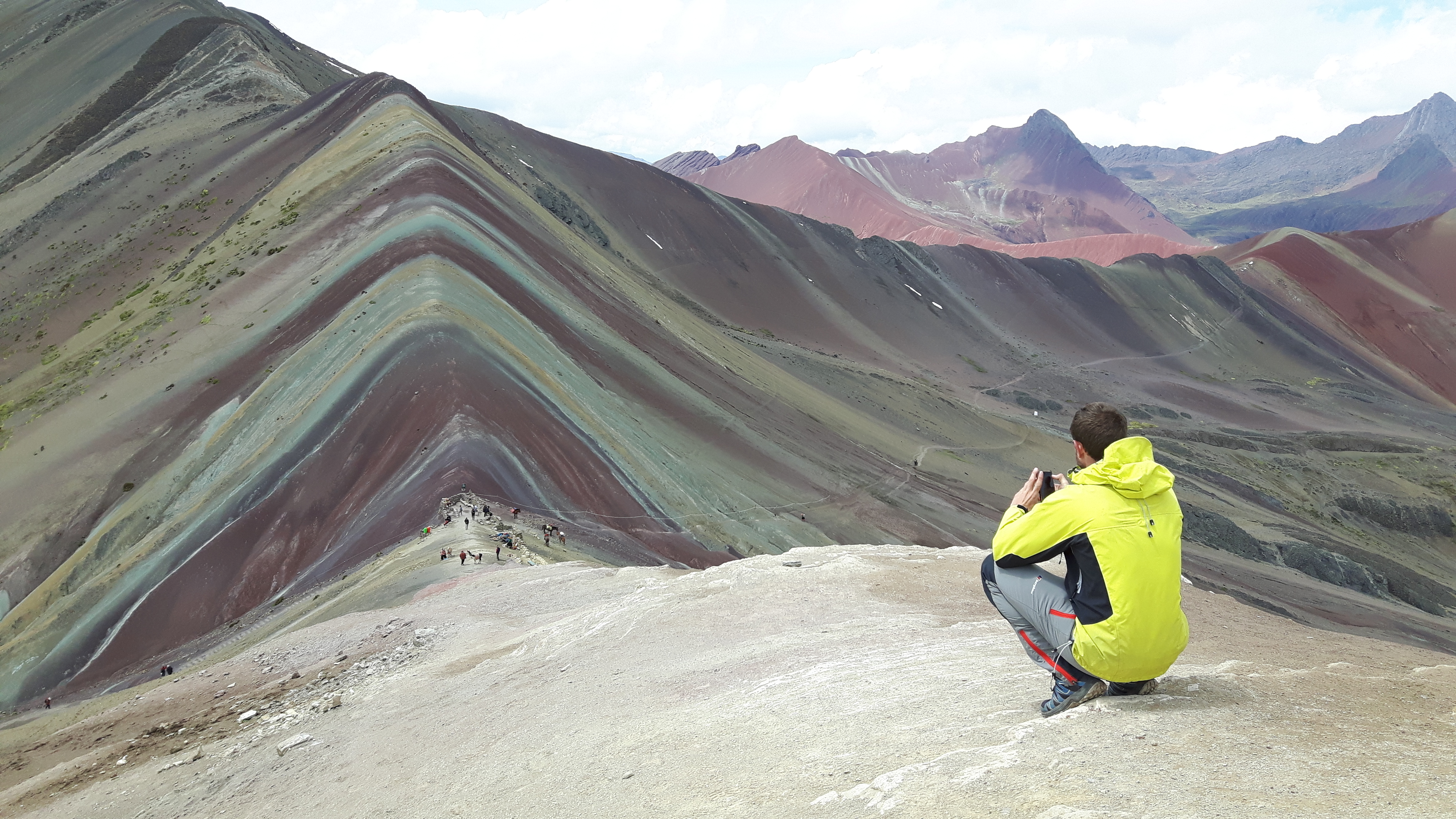
کوه رنگین کمان در پرو جزو معروف‌ترین جاهای دیدنی'

شرق پرو عمدتاً شامل جنگل‌های مرطوب گرمسیری از جنگل بارانی آمازون، که بزرگترین در نوع خود است، تشکیل می‌شود. در جنوب شرق در امتداد مرزش با بولیوی، دریاچه تیتیکاکا؛ مرتفعترین دریاچه قابل کشتیرانی جهان قرار دارد. جلگه آلتیپلانو یک خور خشک شده‌است که در دامنه‌های کوه‌های آند در جنوب شرقی پرو واقع است. در امتداد مرز آن با شیلی، کویر آتاکاما، خشکترین مکان روی سیاره زمین است.
اقیانوس آرام، در مقابل پرو، زیستگاه مقدار فراوان و متنوعی از آبزیان می‌باشد. صحرای سچورا در ساحل شمال غربی پرو در امتداد نوار ساحلی اقیانوس آرام واقع شده‌است.
رودخانه‌های اصلی پرو شامل اوکایالی، رود مارانیون، رود آمازون، (که از جریان مشترک رودهای مارانیون و اوکایالی به وجود آمده)، پوتومایو، پاستازا، رود ناپو، جوروا، و پوروس می‌باشد.

## آمار
حوزه: مساحت زمینی ۱٬۳۷۹٬۹۹۹ کیلومتر مربع و مساحت ۵۰۰۰ کیلومتر مربع

## محیط زیست - توافق‌نامه‌های بین‌المللی
طرف عضو: پیمان قطب جنوب، پروتکل قطب جنوب- محیط زیست، تنوع زیستی، تغییر آب و هوا، بیابان زایی، گونه‌های در معرض خطر، ضایعات خطرناک، ممنوعیت آزمایش هسته ای، محافظت از لایه ازن، تالاب، شکار نهنگ

## شهرها
مراکز اصلی شهری به این شرحند:
- لیما (۸٬۸۵۲٬۰۰۰ نفر)
- آرکیپا(۹۸۰٬۰۰۰ نفر)
- تروخیو (۹۳۰٬۰۰۰ نفر)
- چیکلایو(۸۰۰٬۰۰۰ نفر)
- کالائو (بزرگترین بندر پرو)

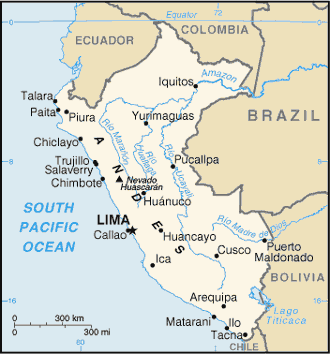
نقشه پرو

- کوسکو (مرکز جدید امپراطوری باستانی اینکا)
- پیورا
- تاکنا
- ایکا
- پونو
- چیمبوته
- اوآنکایو
- وآنچو
- کاخامارکا
- پوکالپا
- ایکیتوس
- یوریماگواس
- تاراپوتو
- مویوبامبا

## نگارخانه

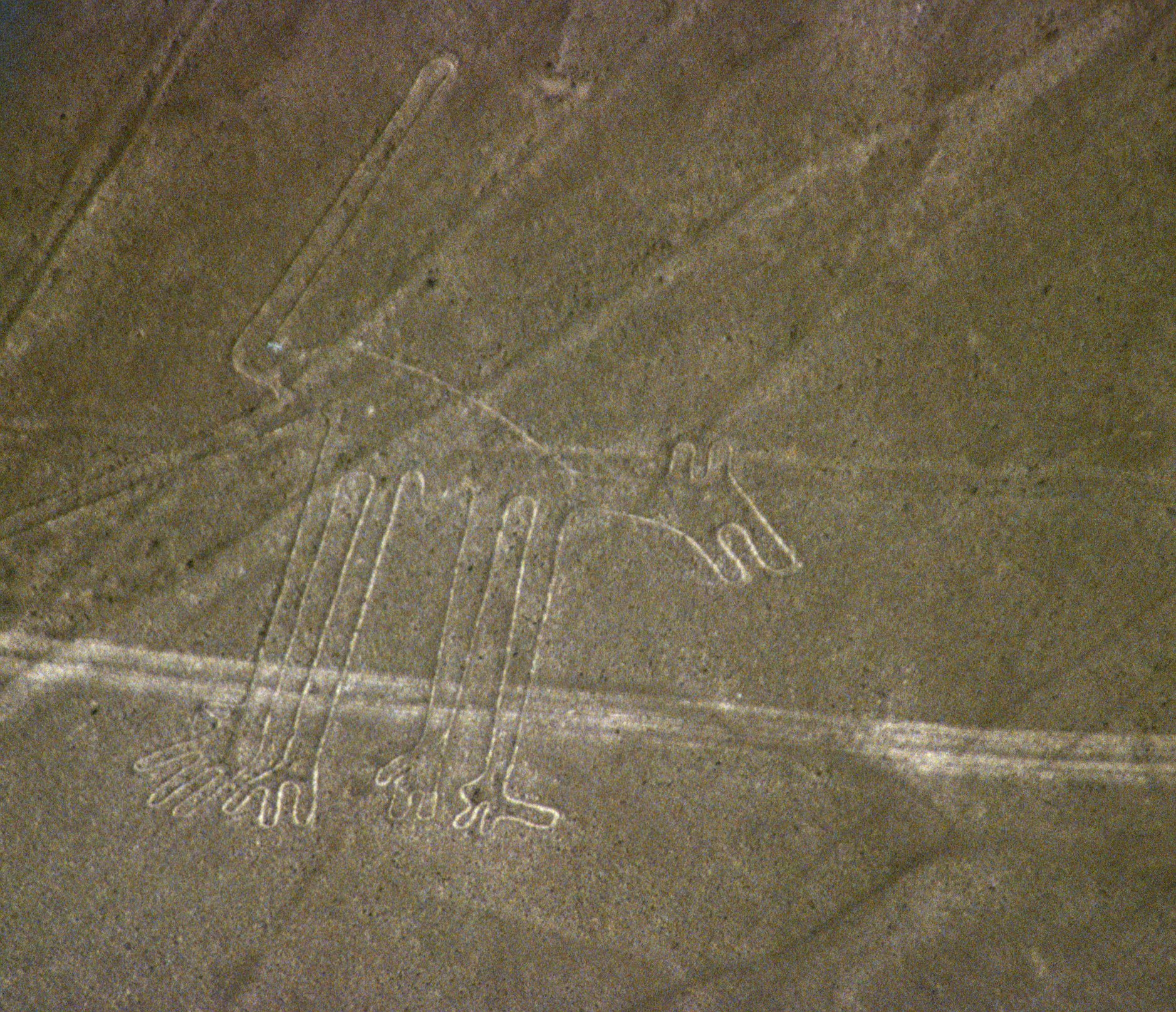
خطوط نازکا در صحرای نازکا